# Виктор Михайлов
 Тази статия е за българския политик.  За футболиста вижте Виктор Михайлов (футболист).  
Виктор Нейков Михайлов е български политик, министър на вътрешните работи на България между 1992 и 1994 година.

## Биография
Виктор Михайлов е роден на 22 февруари 1944 година в Кокаляне, Софийско. От 1968 година работи в Народната милиция, по-късно и в други служби на Министерството на вътрешните работи. През 1972 година завършва право в Софийския университет „Климент Охридски“. През 1988 година става началник на Секретариата на министерството, през 1991 година – началник на Транспортна полиция, а през 1992 година – началник на Националната полиция.
През декември 1992 година Виктор Михайлов става вътрешен министър в правителството на Любен Беров и остава на този пост до 17 октомври 1994 година. След това ръководи службата за трудносъбираеми вземания на БЗК, а от 1996 година е адвокат.